# Еміліо Мора
Уго Еміліо Мора Лопес (ісп. Hugo Emilio Mora López; 7 березня 1978, Апатсінган, Мексика) — колишній мексиканський футболіст, нападник, відомий за виступами за  клуби «Монаркас Морелія» і «Гвадалахара» та збірну Мексики.

## Клубна кар'єра
Мора почав кар'єру в клубі «Монаркас Морелія». 14 листопада 1996 року в матчі проти «Толуки» він дебютував у мексиканській Прімері. 17 листопада в поєдинку проти «Торос Неса» Еміліо забив свій перший гол за «персиків». Незважаючи на постійне місце в основі Мора забивав вкрай мало.
У 2000 році він перейшов в «Крус Асуль». У 2001 році він допоміг клубу вийти у фінал Кубка Лібертадорес, але його внесок був дуже скромний, оскільки Мора був футболістом резерву.
У 2002 році Еміліо перейшов в «Гвадалахару», де грав півтора року. У 2003 році він підписав контракт з клубом «Веракрус». У складі акул Мора став ключовим футболістом команди і одним з її лідером, після чого його знову покликали в «Крус Асуль». Після півроку в складі цієї команди Еміліо повернувся назад.
У 2006 році Мора перейшов у «Сан-Луїс» і допоміг команді посісти друге місце, що є найвищим досягненням в його клубній кар'єрі. Влітку того ж року Еміліо перейшов в «Керетаро», який за підсумками сезону вилетів в Ассенсо лігу, а Мора закінчив кар'єру.

## Міжнародна кар'єра
У 1997 році в складі молодіжної збірної Мексики Еміліо взяв участь у молодіжному чемпіонаті світу в Малайзії.
У 1998 році Мора потрапив в заявку на участь в Золотому кубку КОНКАКАФ. 7 лютого в матчі групового етапу проти збірної Гондурасу він дебютував за збірну Мексики, також Еміліо взяв участь у поєдинку проти Ямайки і став переможцем турніру.
У 2000 році Мора вдруге взяв участь у розіграші Золотого кубка КОНКАКАФ. На турнірі він зіграв у матчах проти Канади, Гватемали та Тринідаду і Тобаго. У поєдинку проти гватемальців Еміліо забив свій перший гол та єдиний за національну команду.

### Голи за збірну Мексики
| #  | Дата           | Місце                               | Противник | Результат | Змагання                    |
| -- | -------------- | ----------------------------------- | --------- | --------- | --------------------------- |
| 1. | 17 лютого 2000 | Меморіал Колізей, Лос-Анджелес, США | Гватемала | 1:1       | Золотий кубок КОНКАКАФ 2000 |

## Досягнення
Командні
 «Крус Асуль»
- Фіналіст Кубка Лібертадорес: 2001

Міжнародні
 Мексика
- Срібний призер Ігор Центральної Америки та Карибського басейну: 1998
- Володар Золотого кубку КОНКАКАФ: 1998
- Переможець Панамериканських ігор: 1999